# Omloop Mandel-Leie-Schelde
El Omloop Mandel-Leie-Schelde és una cursa ciclista d'un sol dia belga que es disputa a Meulebeke, a la província de Flandes Occidental. Creada el 1945, en un principi consistia en una cursa darrera derny (motocicleta lleugera). Actualment forma part de l'UCI Europa Tour. Segueix les valls del Mandel, Leie i Schelde.
També es disputa una cursa reservada pels júniors.

## Palmarès
| Any      | Vencedor                          | Segon                         | Tercer                   |
| -------- | --------------------------------- | ----------------------------- | ------------------------ |
| 1945     | André Pieters                     | Albert Sercu                  | Juul Huvaere             |
| 1946     | Albéric Schotte                   | Jan Landuyt                   | Juul Huvaere             |
| 1947     | Michel Van Elsué                  | Arsène Rijckaert              | Emmanuel Thoma           |
| 1948     | Georges Desplenter                | Maurice Desimpelaere          | Albert Sercu             |
| 1949     | Michel Remue                      | Georges Desplenter            | André Pieters            |
| 1950     | Albert Decin                      | Robert Nolf                   | Julien Van Dijcke        |
| 1951     | Emmanuel Thoma                    | Raphaël Glorieux Albert Ramon | André Pieters            |
| 1952     | Karel De Baere                    | Albert Ramon Raphaël Glorieux | Lode Wouters             |
| 1953     | André Declerck                    | Omer Braeckeveldt             | Valère Ollivier          |
| 1954     | Maurice Blomme                    | Albéric Schotte               | Marcel De Mulder         |
| 1955     | Wim van Est                       | Germain Derycke               | Marcel De Mulder         |
| 1956     | Germain Derycke                   | Lode Anthonis                 | Jozef De Feyter          |
| 1957     | Noël Foré                         | Jozef Schils                  | Lucien Taillieu          |
| 1958     | Jos Hoevenaers                    | Piet Oellibrandt              | Frans Aerenhouts         |
| 1959     | Frans Aerenhouts                  | Arthur Decabooter             | Henri Van Den Bossche    |
| 1960     | Julien Schepens                   | Joseph Planckaert             | Frans De Mulder          |
| 1961     | Piet Oellibrandt                  | Jan Zagers                    | Alfons Hermans           |
| 1962     | Léon Van Daele                    | René Vanderveken              | Seamus Elliott           |
| 1963     | Norbert Kerckhove                 | Piet van Est                  | Peter Post               |
| 1963 (2) | Robert Lelangue                   | Willy Raes                    | Clément Roman            |
| 1964     | Gilbert De Smet                   | Carmine Preziosi              | Theo Nys                 |
| 1965     | Jan Nolmans                       | Joseph Mathy                  | Julien Haelterman        |
| 1966     | Yvo Molenaers                     | Albert Van Vlierberghe        | Jaak De Boever           |
| 1967     | Jan Harings                       | Norbert Kerckhove             | Paul In 't Ven           |
| 1968     | Jos Huysmans                      | Roger Cooreman                | Roger Rosiers            |
| 1969     | Wim Schepers                      | Herman Vrijders               | Remi Van Vreckom         |
| 1970     | Wilfried David                    | Remi Van Vreckom              | Romain Pauwels           |
| 1971     | Eric Leman                        | Ronny Van De Vijver           | Julien Stevens           |
| 1972     | Christian Callens                 | Fernand Bruggeman             | Georges Barras           |
| 1973     | Willy Abbeloos                    | Guido Van Sweevelt            | Wim Kelleners            |
| 1974     | José Vanackere                    | Frans Mintjens                | Paul Lannoo              |
| 1975     | Jos Gysemans                      | Dirk Baert                    | Willy Van Malderghem     |
| 1976     | Willem Peeters                    | Edward Janssens               | Eric Van De Wiele        |
| 1977     | Ludo Peeters                      | Eddy Vanhaerens               | Frans Verhaegen          |
| 1978     | Ludo Schurgers                    | Walter Naegels                | Martin Havik             |
| 1979     | Ludo Peeters                      | Walter Godefroot              | Michel Pollentier        |
| 1980     | Lieven Malfait                    | William Tackaert              | Eric Van De Wiele        |
| 1981     | Walter Planckaert Eddy Planckaert | Daniel Willems                | Philippe Vandeghinste    |
| 1982     | Gery Verlinden                    | Patrick Vermeulen             | Marc Dierickx            |
| 1983     | William Tackaert                  | Allan Peiper                  | Luc Meersman             |
| 1984     | Patrick Versluys                  | Martin Durant No name         | Luc Meersman             |
| 1985     | Rudy Dhaenens                     | Willy Teirlinck               | Jozef Lieckens           |
| 1986     | Rudy Dhaenens                     | Ferdinand Van Den Haute       | Herman Frison            |
| 1987     | Frans Maassen                     | John Dekeukelaere             | Edwin Bafcop             |
| 1988     | Johan Devos                       | Peter Huyghe                  | Patrick Deneut           |
| 1989     | Eddy Planckaert                   | Carlo Bomans                  | Pascal Elaut             |
| 1990     | Benjamin Van Itterbeeck           | Adri van der Poel             | Dirk De Wolf             |
| 1991     | Wilco Zuijderwijk                 | Antoine Goense                | Peter Huyghe             |
| 1992     | Danny Nelissen Wilfried Nelissen  | John Talen                    | Herman Frison            |
| 1993     | Frank Van Den Abeele              | Viatxeslav Iekímov            | Paul Haghedooren         |
| 1994     | Wilfried Nelissen                 | Peter Van Petegem             | Carlo Bomans             |
| 1995     | Niko Eeckhout                     | Léon van Bon                  | Lars Michaelsen          |
| 1996     | Johan Museeuw                     | Frank Vandenbroucke           | Wilfried Peeters         |
| 1997     | Franky De Buyst                   | Stéphane Hennebert            | Hans De Clercq           |
| 1998     | Jo Planckaert                     | Patrick Jonker                | Maarten den Bakker       |
| 1999     | Johan Museeuw                     | Michel Vanhaecke              | Léon van Bon             |
| 2000     | Stefano Zanini                    | Jo Planckaert                 | Michel Vanhaecke         |
| 2001     | Romāns Vainšteins                 | Jo Planckaert                 | Eric De Clercq           |
| 2002     | Peter Van Petegem                 | Johan Museeuw                 | Tom Boonen               |
| 2003     | Johan Museeuw                     | Marc Streel                   | Paul Van Hyfte           |
| 2004     | Tom Boonen                        | Gorik Gardeyn                 | Nico Mattan              |
| 2005     | Geert Omloop                      | Marc Wauters                  | Nico Mattan              |
| 2006     | Leif Hoste                        | Niko Eeckhout                 | Fränk Schleck            |
| 2007     | Alessandro Ballan                 | Gorik Gardeyn                 | Gianni Meersman          |
| 2008     | Stijn Devolder                    | Leif Hoste                    | Frederik Willems         |
| 2009     | Nick Nuyens                       | Steven de Jongh               | Frederik Willems         |
| 2010     | Jan Ghyselinck                    | Kurt Hovelijnck               | Guillaume Van Keirsbulck |
| 2011     | Davy Commeyne                     | Laurens De Vreese             | Wim De Vocht             |
| 2012     | Pieter Ghyllebert                 | Guillaume Van Keirsbulck      | Frederic Verkinderen     |
| 2013     | Iljo Keisse                       | Fréderique Robert             | Niko Eeckhout            |
| 2014     | Jasper De Buyst                   | Alexander Krieger             | Jonas Van Genechten      |
| 2015     | Amaury Capiot                     | Gianni Meersman               | Jelle Cant               |
| 2016     | Pieter Vanspeybrouck              | Christopher Latham            | Amaury Capiot            |
| 2017     | Iljo Keisse                       | Huub Duyn                     | Maarten Wynants          |
| 2018     | Wouter Wippert                    | Herman Dahl                   | Justin Jules             |
| 2019     | Niccolò Bonifazio                 | Timothy Dupont                | Tom Van Asbroeck         |
| 2022     | Rory Townsend                     | Harry Tanfield                | Ruben Apers              |
| 2023     | Warre Vangheluwe                  | Lionel Taminiaux              | Andrea Raccagni Noviero  |
| 2024     | Finn Crockett                     | Daniel Årnes                  | Jago Willems             |

## Palmarès júnior
| Any  | Vencedor              | Segon                | Tercer                |
| ---- | --------------------- | -------------------- | --------------------- |
| 2005 | Kalle Corneliussen    | Dimitri Claeys       | Gediminas Kaupas      |
| 2006 | Sven Vandousselaere   | Jocelyn Bar          | Jens Debusschere      |
| 2007 | Stijn Steels          | Kirill Pozdnyakov    | Matthias Allegaert    |
| 2008 | Arthur Vanoverberghe  | Nicolas Vereecken    | Jasper Ockeloen       |
| 2009 | Kevin De Jonghe       | Niels Reynvoet       | Joeri Stallaert       |
| 2010 | Jef Van Meirhaeghe    | Sebastiaan Pot       | Ruben Geerinckx       |
| 2011 | Daan Myngheer         | Florian Sénéchal     | Gianni Bossuyt        |
| 2012 | Piotr Havik           | Emil Ravnsholt Olsen | Kevin Deltombe        |
| 2013 | Mathias Rask Jeppesen | Milan Menten         | Julien Van Den Brande |